# Can Dündar

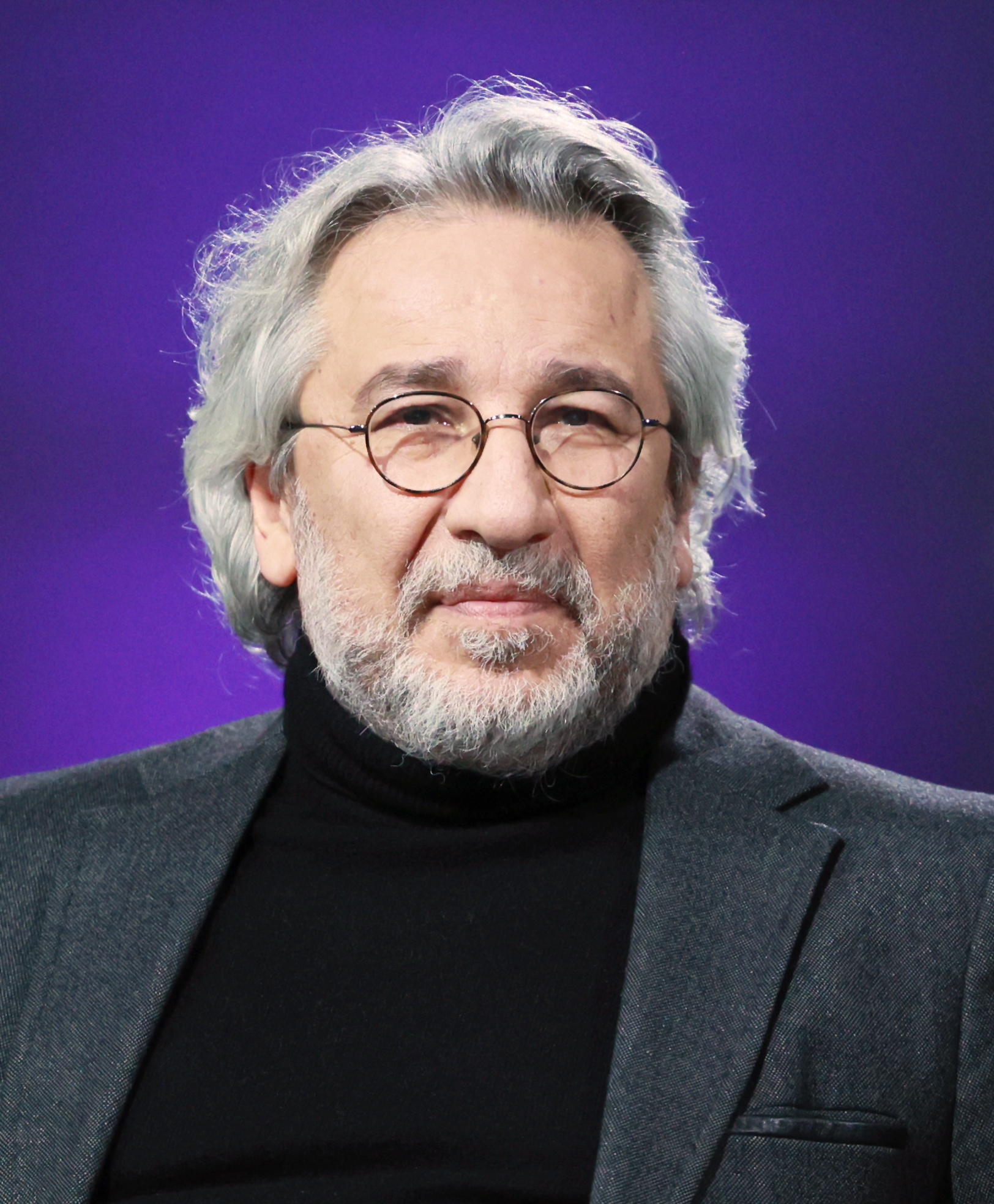
Can Dündar auf der Frankfurter Buchmesse 2023

Can Dündar (* 16. Juni 1961 in Ankara) ist ein türkischer Journalist, Dokumentarfilmer und Buchautor. Der auch als Fernsehmoderator arbeitende Kolumnist und ehemalige Chefredakteur der Zeitung Cumhuriyet wurde 2015 in der Türkei der Spionage angeklagt und festgenommen. Am 6. Mai 2016 wurde Dündar der Veröffentlichung von Staatsgeheimnissen für schuldig befunden. Er wurde zu fünf Jahren und zehn Monaten Freiheitsstrafe verurteilt. Dündar legte Revision ein. Der Kassationshof kassierte das Urteil am 9. März 2018 als zu milde, weil er auch wegen Spionage angeklagt werden müsse.
Am 22. Dezember 2020 wurde er in Abwesenheit zu 18 Jahren und 9 Monaten Haft wegen Spionage und zu weiteren 8 Jahren und 9 Monaten wegen Terrorunterstützung verurteilt. Von dem Vorwurf, geheime Informationen öffentlich gemacht zu haben, wurde er freigesprochen. Das Gericht ordnete Dündars Festnahme an. Dündar lebt und arbeitet seit 2016 in Deutschland. Er leitet dort als Chefredakteur das Webradio ÖZGÜRÜZ (dt. „Wir sind frei“), das vom gemeinnützigen Recherchezentrum Correctiv betrieben wird. Weil er von der Türkei als flüchtig angesehen wird, wurde sein Vermögen, u. a. seine Istanbuler Wohnung, seine Bibliothek und ein Haus am Mittelmeer, beschlagnahmt.

## Kindheit und Ausbildung
Can Dündar wurde 1961 als Sohn eines Mitarbeiters des türkischen Geheimdienstes Millî İstihbarat Teşkilâtı (MIT) geboren. Er studierte Journalismus an der Mülkiye, der Fakultät für Politikwissenschaften der Universität Ankara, und schloss das Studium 1982 ab. Bis 1986 studierte er an der London School of Journalism, seinen Mastergrad erhielt er 1988. 1996 erreichte er seinen Ph.D. in Politikwissenschaften an der Technischen Universität des Nahen Ostens (ODTÜ).

## Karriere
Dündar schrieb für die Zeitungen Hürriyet, Nokta, Haftaya Bakış, Söz, Tempo, Sabah und Milliyet. Er produzierte Sendungen für die staatliche TRT, CNN Türk und NTV. Seine über 20 Bücher behandeln unter anderem den Staatsgründer Mustafa Kemal Atatürk, Ismet Inönü, Nâzım Hikmet und Vehbi Koç.
2015 übernahm er die Chefredaktion der Cumhuriyet.

### Anklage, Festnahme und vorläufige Freilassung, 2015–2016
Hauptartikel: Cumhuriyet-Prozess
Dündar und die Cumhuriyet berichteten am 29. Mai 2015 unter der Überschrift „İşte Erdoğan'ın yok dediği silahlar“ („Hier sind die Waffen, die Erdoğan leugnet“) über Munition, die der türkische Geheimdienst MIT im Jahr 2014 per LKW ihrer Meinung nach an islamistische Milizen in Syrien geliefert hat.
Unmittelbar danach stellte Präsident Erdoğan persönlich gegen Dündar Strafanzeige wegen des Verdachts auf Spionage und forderte darin lebenslange Haft. Erdoğan sprach von Beleidigung und übler Nachrede gegen den Geheimdienst und drohte öffentlich, Dündar werde einen hohen Preis für seinen Bericht bezahlen. Aber erst nachdem die AKP am 1. November 2015 im Parlament die absolute Mehrheit zurückerlangt hatte, begann Dündars Verfahren. Am 26. November 2015 wurde Dündar zusammen mit dem Leiter des Hauptstadtbüros, Erdem Gül, wegen des Verdachts der Spionage und der Mitgliedschaft in einer Terroristischen Vereinigung festgenommen. Mit den Berichten über Waffenlieferungen des Geheimdienstes MIT an syrische Extremisten seien zudem Staatsgeheimnisse verbreitet worden.
Die Festnahmen Güls und Dündars stießen auf breite internationale Kritik, so sprach die Europäische Kommission von einer „beunruhigenden Situation“. Der amerikanische Außenminister John Kerry ließ verlautbaren, er sei sehr beunruhigt. US-Vizepräsident Joe Biden traf sich bei einem Besuch in der Türkei mit Dündars Familie. Der stellvertretende russische Verteidigungsminister unterstrich, Dündar und Gül seien verhaftet worden, weil sie Erdogans Lüge aufgedeckt hätten.
Die Journalisten erfuhren darüber hinaus Solidarität seitens der Zivilgesellschaft in der Türkei und in aller Welt. Ab dem 2. Dezember startete Dündars Freund Mete Akyol auf einem Holzstuhl vor dem Gefängnistor der Strafvollzugsanstalten Silivri die Ein-Mann-Aktion „Wache der Hoffnung“, die augenblicklich Unterstützung erfuhr. Am nächsten Tag kamen Nükhet Ipekçi, Tochter des erschossenen Journalisten Abdi İpekçi, und Doğan Satmış. Auch Deniz Yücel drückte auf diese Weise seine Solidarität mit Dündar aus. Der Presserat übernahm die Organisation. Am 15. Dezember fand vor dem Gefängnis eine Redaktionssitzung von „Cumhuriyet“ statt.
Am 25. Februar 2016 erklärte das türkische Verfassungsgericht die Verhängung der Untersuchungshaft gegen Dündar und Gül für nicht rechtens; die beiden wurden daraufhin am 26. Februar 2016, nach drei Monaten Untersuchungshaft, entlassen. Erdoğan kritisierte die Entscheidung des Verfassungsgerichts mit den Worten: „Ich sage es offen und klar: Ich akzeptiere das nicht und füge mich der Entscheidung nicht. Ich respektiere sie auch nicht.“
Der Cumhuriyet-Prozess begann am 25. März 2016. Am 25. April wurde Dündar wegen „Beleidigung des Staatspräsidenten“ zu einer Geldstrafe von etwa 29.000 Türkischen Lira (9.000 Euro) verurteilt. Das Gericht sah es als erwiesen an, dass Dündar Erdoğan, dessen Sohn Bilal Erdoğan und mehrere Minister in seinen Kolumnen beleidigt habe. Dündars Anwalt Bülent Utku bestritt die Vorwürfe und kündigte Rechtsmittel an. In dem inkriminierten Artikel hatte Dündar den AKP-Korruptionsskandal aus dem Jahr 2013 thematisiert. Damals waren mehrere Minister der AKP-Regierung, deren Söhne und Bilal Erdoğan in Verdacht geraten, in Korruptionsfälle verwickelt zu sein; drei Minister waren zurückgetreten. Während Dündar am 6. Mai 2016 auf die Urteilsverkündung wartete, wurde ein Schusswaffenattentat auf ihn verübt. Dündars Frau und dessen Anwalt konnten den Attentäter überwältigen, Dündar wurde nicht verletzt. Das Gericht hob das Ausreiseverbot gegen Dündar und Gül auf. Dündar legte Revision beim Kassationshof ein. Anfang Juli 2016 reiste er aus der Türkei nach Deutschland aus. Der Attentäter wurde im Oktober aus der Untersuchungshaft entlassen.
Nach dem Putschversuch in der Türkei 2016 kündigte Dündar am 15. August 2016 an, er werde sich nach seiner Verurteilung zu knapp sechs Jahren Haft vorerst nicht der türkischen Justiz stellen. Er wolle aber kein politisches Asyl beantragen, sondern zurück in die Türkei.

### In Deutschland
Nach seiner Anklage durch die türkische Justiz, zeitweiliger Inhaftierung und einem auf ihn verübten fehlgeschlagenen Attentat reiste Dündar im Juli 2016 aus der Türkei nach Deutschland aus.
Seit Anfang August 2016 schreibt Dündar eine regelmäßige politische Kolumne in der Wochenzeitung Die Zeit in türkischer Sprache, die auch ins Deutsche übersetzt wird. Er gab seinen Rücktritt als Chefredakteur der Cumhuriyet bekannt; die Cumhuriyet-Kolumne werde er weiterführen. Aufgrund des nach dem gescheiterten Putschversuch verhängten Ausnahmezustands herrsche in der Türkei „Gesetzlosigkeit“. Die Türkei, die als einziges Land mit muslimischer Bevölkerungsmehrheit einmal ein modernes europäisches Land habe sein wollen, sei inzwischen eine islamische Diktatur.
Er ist Chefredakteur der zweisprachigen journalistischen Plattform Özgürüz, die seit dem 24. Januar 2017 online ist. „Özgürüz“ heißt übersetzt „Wir sind frei“. Die Plattform, die Dündar zu Beginn für wenige Monate zusammen mit dem türkisch-armenischen Journalisten Hayko Bağdat redaktionell betreute, enthält Texte auf Deutsch und Türkisch und arbeitet mit dem gemeinnützigen Recherchezentrum Correctiv zusammen. Die Özgürüz-Website wurde, kurz nachdem sie online gegangen war, in der Türkei durch die 'Behörde für Informationstechnologie' (BTK) blockiert. Auf der Website erschien stattdessen eine Mitteilung, in der sich die Behörde auf ein Gesetz beruft, das den Zugang zu den von ihr als gefährlich eingestuften Webseiten regelt.
Bundespräsident Joachim Gauck führte am 7. November 2016 in seinem Amtssitz ein Gespräch mit Dündar. Das mehr als einstündige Gespräch fand in Anwesenheit des Geschäftsführers der NGO Reporter ohne Grenzen statt.
Beim Neujahrsempfang des, damals von Heiko Maas geleiteten, Bundesjustizministeriums hielt Dündar am 25. Januar 2017 die Festrede. Das türkische Außenministerium bestellte den deutschen Botschafter ein, um sein „Unbehagen“ auszudrücken.

In seinem 2016 auf Deutsch erschienenen Buch: Lebenslang für die Wahrheit. Aufzeichnungen aus dem Gefängnis schrieb er: 

„Unsere «Großkopferten» wollen, dass wir «lokal und national» sind. Wer den Druck, den sie ausüben, im Ausland zur Sprache bringt, bekommt von ihnen den Stempel «Denunziant» aufgedrückt. Das bedeutet so viel wie: «Lasst euch von uns prügeln und schweigt gefälligst darüber! Repressionen sind nur zum Guten des Vaterlandes.» […] Menschen sind einander nicht durch ihre Länder verbunden, sondern durch ihre Prinzipien: Freiheit, Demokratie, Menschenrechte, Laizismus, Gerechtigkeit.“

Die staatliche Nachrichtenagentur Anadolu meldete Ende September 2017, die Staatsanwaltschaft Diyarbakır habe beantragt, Dündar mittels einer Red Notice bei Interpol suchen zu lassen. Ziel sei Dündars Auslieferung an die Türkei. Grundlage der Ermittlungen sei eine Rede Dündars bei einer Konferenz im April 2016 in Diyarbakır, bei der er Methoden der verbotenen kurdischen Arbeiterpartei PKK als legitim dargestellt haben soll.
Zu Beginn des umstrittenen Staatsbesuchs Erdogans Ende September 2018 forderte die Türkei von Deutschland die Auslieferung Dündars und 68 weiterer Personen.

## Privatleben
Dündar ist verheiratet mit der Wirtschaftswissenschaftlerin und Dokumentarfilmerin Dilek Dündar. Das Paar hat einen Sohn. Seine Ehefrau konnte ihn lange nicht besuchen, da die türkische Regierung ihr den Reisepass entzogen hatte. Im Juni 2019 gelang ihr die Ausreise nach Deutschland. Im Juni 2022 war er Gründungsmitglied des PEN Berlin.

## Publikationen

### Dokumentarfilme
- Demirkırat (1991)
- 12 Mart („12. März“; 1994)
- Cumhuriyetin Kraliçeleri („Königinnen der Republik“, 1992)
- Sarı Zeybek („Der blonde Held“, 1993), Gölgedekiler („Die im Schatten“, 1994–1995)
- Yükselen Bir Deniz („Eine steigende See“, 1998)
- İsmet Paşa (1999)
- Devlet Tiyatroları („Regierungstheater“, 1999)
- Köy Enstitüleri („Dorfinstitute“, 2000)
- Halef („Der Nachfolger“, 2003)
- Nazım Hikmet (2002)
- Bir Yaşam İksiri („Ein Lebenstrank“, 2003)
- Yüzyılın Aşkları („Verliebte des Jahrhunderts“, 2004)
- Karaoğlan („Schwarzer Junge“, 2004)
- Garip: Neşet Ertaş Belgeseli („Fremd: Der Neşet-Ertaş-Dokumentarfilm“, 2005)
- Mustafa (2008)
- Delikanlım İyi Bak Yıldızlara (2012)
- Kampf auf der Bosporus-Brücke – Die Türkei und der gescheiterte Putschversuch (2021)[42]

### Schriften
- Hayata ve Siyasete Dair („Über Leben und Politik“)
- Yağmurdan Sonra („Nach dem Regen“)
- Ergenekon. Das erste Buch über die Ergenekon.
- Yarim Haziran („Meine Liebe, der Juni“)
- Benim Gençliğim („Meine Jugend“)
- Köy Enstitüleri („Dorfinstitute“)
- Yaveri Atatürk'ü Anlatıyor („Der Adjutant erklärt Atatürk“)
- Nereye? („Wohin“)
- Uzaklar („Ferne Orte“)
- Yükselen Deniz („Steigende See“)
- Savaşta Ne Yaptın Baba? („Was hast du im Krieg getan, Vater?“)
- Büyülü Fener („Magische Laterne“)
- Bir Yaşam İksiri („Ein Lebenstrank“)
- Mustafa Kemal Aramızda („Mustafa Kemal ist unter uns“)
- Yıldızlar („Sterne“)
- Demirkırat (als Co-Autor)
- Gölgedekiler („Die im Schatten“)
- İlk Türk Hititologu: Sedat Alp („Erster türkischer Hethitologe: Sedat Alp“)
- Kırmızı Bisiklet („Rotes Fahrrad“)
- Nazım
- Karaoğlan („Schwarzer Junge“)
- Vehbi Koç
- İsmet Paşa
- Yüzyılın Aşkları („Verliebte des Jahrhunderts“)
- Yakamdaki Yüzler („Gesichter an meinem Kragen“)
- Ben Böyle Veda Etmeliyim („Ich sollte mich so verabschieden“).
- Tutuklandık („Verhaftet“, 1. März 2016, ISBN 978-975-07-3214-0, 320 Seiten)
- Vatan Haini („Vaterlandsverräter“, 2017, ISBN 978-3-9817400-6-6, 159 Seiten)

Auf Deutsch
- Lebenslang für die Wahrheit. Aufzeichnungen aus dem Gefängnis. Aus dem Türkischen von Sabine Adatepe, Hoffmann & Campe, Hamburg 2016, ISBN 978-3-455-50424-8.
- Verräter: Von Istanbul nach Berlin. Aufzeichnungen im deutschen Exil. Aus dem Türkischen von Sabine Adatepe, Hoffmann & Campe, Hamburg 2017, ISBN 978-3-455-00188-4.
- Die rissige Brücke über den Bosporus. Ein Jahrhundert Türkische Republik und der Westen, Kiepenheuer & Witsch, Köln 2023, ISBN 978-3-86971-290-1.
- Erdoğan. Graphic Novel. Zeichnungen: Mohamed Anwar. CORRECTIV, Essen 2021, ISBN 978-3-948013-10-3.

## Auszeichnungen
- 2015 erhielt Dündar den Menschenrechtspreis der Organisation Reporter ohne Grenzen.
- Am 10. April 2016 erhielt er gemeinsam mit Erdem Gül den Metin-Göktepe-Journalismuspreis.[43]
- Am 8. Juli 2016 erhielt Dündar den Leuchtturm für besondere publizistische Leistungen der Journalistenvereinigung netzwerk recherche. Martin Schulz, Präsident des Europäischen Parlaments, hielt die Laudatio.[44]
- Im September 2016 wurde ihm die erstmals verliehene Goldene Victoria für die Pressefreiheit vom Verband Deutscher Zeitschriftenverleger[45] zuerkannt.
- Am 7. Oktober 2016 erhielt Can Dündar zusammen mit Erdem Gül den Leipziger Preis für die Freiheit und Zukunft der Medien.[46]
- Am 17. November 2016 erhielt Dündar zusammen mit Erdem Gül den Hermann-Kesten-Preis 2016.[47]
- Die Stadt Paris ernannte Dündar 2016 zum Ehrenbürger.
- Im Mai 2017 erhielt Dündar den von der SPD im Jahr 1976 gestifteten jährlich vergebenen Gustav-Heinemann-Bürgerpreis.[48]
- Im Oktober 2017 wurde er im Rahmen des Prix Europa als Europäischer Journalist des Jahres ausgezeichnet.[49]
- Im November 2017 erhielt er den Siebenpfeiffer-Preis.
- Am 26. November 2017 wurde er in Köln mit dem durch das Lew-Kopelew-Forum vergebenen Lew-Kopelew-Preis ausgezeichnet.[50]
- Am 1. Dezember 2017 erhielt Dündar den internationalen Whistleblower-Preis in Kassel.[51]